# Зяблюк, Михаил Павлович
Михаил Павлович Зяблюк (род. 17 января 1939 года в с. Романковцы) — советский и украинский издатель, журналист, правовед, кандидат юридических наук (1974). Заслуженный работник культуры Украины, лауреат Международной премии им. Дмитрия Нитченко.

## Биография
Зяблюк родился 17 января 1939 года в селе Романковцы. В 1963 году окончил факультет журналистики Львовского госуниверситета имени Ивана Франко, в 1974 — Академию общественных наук в Москве по кафедре государства и права, получил научное звание кандидата юридических наук. С 1956 года работал в прессе: два года (1956—1958) корректором, литработником в Сокирянской районной газете «Колхозная жизнь» (теперь «Днестровские зори»), редактором районного радиовещания в Сокирянах Черновицкой области, затем — ответственным секретарём Красиловской районной газеты «Флаг коммунизма» Хмельницкой области, литературным работником Одесской областной газеты «Черноморская коммуна», заведующим отделом теории и практики идейно-воспитательной работы, впоследствии завотделом международных отношений журнала «Коммунист Украины» (1974—1979). В течение 1966—1971 и 1980—1986 годов был на партийной работе: в аппарате Львовского обкома — инструктор по печати и ЦК Компартии Украины — консультант, заведующий сектором газет и журналов.

## Издательская деятельность
Издательским делом Зяблюк занимается с 1963 года: редактор издательства «Каменщик» во Львове (до 1966), главный редактор издательского объединения «Вища школа» (Киев, 1979—1980 гг.). С 1986 года работал в издательстве «Украинская энциклопедия» имени Н. П. Бажана: заместитель главного редактора, главный редактор, исполняющий обязанности директора, а с 1998 года — директор.

## Научные интересы
Зяблюк публикуется с 1954 года. В кругу его научных и публицистических интересов — политически-правовые взгляды современного левого экстремизма, проблемы политической организации общества, политической культуры, общественно-политические функции прессы, издательского дела.

## Энциклопедическая деятельность
В последние годы в издательстве «Украинская энциклопедия» вышли такие капитальные труды, как 3-томная Географическая энциклопедия Украины, 6-томная Юридическая энциклопедия, энциклопедия «Украинский язык», 1-й том энциклопедии «Искусство Украины», «Корневой гнездовой словарь украинского языка» и другие. Осуществляется большой издательский проект — Свод памятников истории и культуры Украины (26 томов в более чем 100 книгах), начата работа над Малой национальной энциклопедией Украины, многотомной «Энциклопедией городов и сёл Украины». В этих изданиях — большая часть работы Зяблюка как руководителя и разработчика многих издательских проектов, ответственного редактора, автора.
Зяблюк — руководитель научно-редакционной подготовки фундаментальных энциклопедических изданий: Украинская литературная энциклопедия в 5 томах, 2-томная Красная книга Украины (1994—1996), Энциклопедия украинского языка (1999), справочник «Живой мир геральдики» (1997) и др. Заместитель председателя редколлегии и руководитель научно-редакционной подготовки Юридической энциклопедии.

## Награды
За самоотверженный труд и высокое профессиональное мастерство Зяблюк был награждён несколькими медалями, грамотой Верховной Рады Украины, почётными отличиями Киевской городской госадминистрации и Украинского фонда культуры. В 2009 году Указом Президента Украины был награждён орденом «За заслуги» III степени.

## Основные работы
- Политическая информация в газете (1969).
- Действенность печатного слова (1969).
- Критика современных анархистских государственно-правовых взглядов (1974).
- Критика политических взглядов современного анархизма (1974).
- Левый экстремизм — оружие мировой реакции (1980).
- Ускорение (1986).
- Рукотворный памятник времени. Украинская энциклопедия: вчера, сегодня. А завтра? (1998).
- Интеллектуальный паспорт государства (1999).